# International Society for Scientometrics and Informetrics
Die International Society for Scientometrics and Informetrics (ISSI) ist eine internationale Fachgesellschaft, deren Ziel es ist, die Kommunikation und den Informationsaustausch der in Scientometrie, Informetrie, Bibliometrie, Technometrie und Webometrie tätigen Wissenschaftler sowie Forschung und Lehre auf diesen Gebieten zu verbessern.
Außerdem will die Gesellschaft dazu beizutragen, dass Theorie und Praxis der quantitativen Wissenschaftsforschung sowie die mathematischen und statistischen Analysen und die Modellierung von Informationsprozessen weiterentwickelt werden.
Die Gesellschaft wurde im September 1993 in Berlin auf der 4th International Conference on Bibliometrics, Informetrics and Scientometrics gegründet.
Seitdem werden diese zweijährlich stattfindenden Konferenzen von ISSI organisiert. Bis Ende 2015 war Ronald Rousseau Vorsitzender ("President") der Gesellschaft, der Wissenschaftler aus etwa 30 Ländern angehören. Seit 2016 ist Cassidy Sugimoto von der Indiana University Bloomington Vorsitzende von ISSI.
Vierteljährlich wird von der Gesellschaft die Zeitschrift ISSI Newsletter als E-Zine (Webzine) herausgegeben.